# Pitcairn, Pennsylvania
Pitcairn, Pennsylvania (енгл. Pitcairn) град је у америчкој савезној држави Пенсилванија.

## Демографија
По попису из 2010. године број становника је 3.294, што је 395 (-10,7%) становника мање него 2000. године.
| Група             | 2000.         | 2010.         |
| Белци             | 3.604 (97,7%) | 2.822 (85,7%) |
| Афроамериканци    | 16 (0,4%)     | 330 (10,0%)   |
| Азијати           | 15 (0,4%)     | 9 (0,3%)      |
| Хиспаноамериканци | 20 (0,5%)     | 65 (2,0%)     |
| Укупно            | 3.689         | 3.294         |